# Bernardo Ossandón
Bernardo Ossandón Álvarez (Vicuña, 20 de mayo de 1851-La Serena, 27 de junio de 1926) fue un profesor, periodista y político chileno.

## Biografía
Sus padres fueron Balbino Ossandón y Margarita Álvarez. Cursó seis años de Humanidades en el Liceo de La Serena, para continuar en la Universidad de Chile en donde se tituló de Bachiller en Filosofía y Humanidades, y Bachiller en Leyes y Ciencias Políticas.

### Carrera académica
En 1869 ingresó a trabajar al liceo de La Serena como inspector de internos y desde 1873 (otras fuentes señalan desde 1871) fue profesor de gramática castellana y latín, pasando en 1875 a realizar las clases de las asignaturas de química y física así como de ciencias naturales. El 2 de febrero de 1891 fue separado del cargo de profesor en el liceo por haber contribuido al bando congresista en la guerra civil chilena de 1891. El 22 de agosto de 1892 fue nuevamente nombrado profesor de Ciencias Físicas y Naturales en el Liceo de La Serena, retirándose de dicha institución educativa en 1896.
En 1905 fue nombrado director y profesor del Instituto Superior de Comercio de Coquimbo (Insuco), siendo a la vez uno de los fundadores de dicha institución educativa; se retiró el 1 de agosto de 1917. Mediante la Ley 3222, del 24 de febrero de 1917, se le concedió un bono de tres años de servicio a su historial laboral.

### Carrera periodística y política
Ossandón fue presidente de la Asamblea Radical de La Serena, desempeñándose también como miembro de su directorio entre 1871 y 1905. En la misma época también fue regidor y alcalde de La Serena en diferentes ocasiones. Fue presidente de la Sociedad de Artesanos de La Serena y de la Sociedad de Socorros Mutuos «La Cooperativa» de la misma ciudad, siendo también uno de los fundadores y presidentes de la Liga de Estudiantes Pobres de La Serena.
En cuanto a su carrera periodística, esta la desarrolló en diversos periódicos de La Serena y Coquimbo, entre ellos La Reforma, colaborando también en La Esmeralda y El Comercio. Como fundador de El Coquimbo, periódico cercano al Partido Radical que editó su primer número el 5 de diciembre de 1879, fue uno de los primeros en descubrir la obra literaria de Gabriela Mistral al publicar algunas de sus primeras obras en dicho medio de comunicación, con quien establecería una amistad al poner a disposición de ella la biblioteca personal que él poseía en su hogar. En 1905 abandonó las labores en El Coquimbo, en donde había sido director y redactor.
Falleció el 27 de junio de 1926 a los 75 años en su casa ubicada en calle Brasil 140, en La Serena.

## Reconocimientos
El 2 de diciembre de 1934 fue inaugurado en Coquimbo un monumento en homenaje a Bernardo Ossandón, ubicado al inicio de la avenida que lleva su nombre y por el cual circulaban los tranvías de sangre hacia el sector de Guayacán. El monumento consistía en un busto ubicado sobre un pedestal de piedra.
Mediante decreto del 26 de enero de 1985, el Instituto Superior de Comercio de Coquimbo (también denominado «Liceo Comercial A N° 6») fue renombrado como «Liceo Comercial Bernardo Ossandon Álvarez» en homenaje a su primer rector.